# Бердет, Корнелиус
Корнелиус Лонцо Бердетт (англ. Cornelius Lonzo Burdette, 6 ноября 1878 — 30 апреля 1955) — американский военный, олимпийский чемпион.
Корнелиус Бердетт родился в 1878 году в Сэндстоуне, округ Саммерс, штат Западная Виргиния. Летом 1912 года на Олимпийских играх в Стокгольме Корнелиус Бердетт стал чемпионом в командном первенстве по стрельбе из армейской винтовки. В личном зачёте его успехи были не столь впечатляющими: в стрельбе из армейской винтовки из произвольного положения на дистанции 600 м он стал 8-м, в стрельбе из армейской винтовки из трёх положений на дистанции 300 м — 52-м, а в стрельбе из произвольной винтовки из трёх положений на дистанции 300 м — 21-м.